# Дрексель, Марго
Марго Элизабет Дрексель (нем. Margot Elisabeth Drechsel; 17 мая 1908, Нойгерсдорф, Германия — 1945, Баутцен, советская зона оккупации Германии) — надзирательница немецких концлагерей в годы Второй мировой войны, нацистская военная преступница. До вступления в СС она работала в офисе в Берлине.

## Равенсбрюк
31 января 1941 года Дрексель прибыла в концентрационный лагерь Равенсбрюк, чтобы пройти обучение на должность охранницы. Вскоре она получила невысокую должность надзирателя и отвечала за интернированных женщин в лагере. В 1941 году она проходила обучение под руководством старшей надзирательницы лагеря Иоганны Лангефельд, и очень скоро получила повышение в должности.

## Аушвиц-Биркенау
27 апреля 1942 года Дрексель была отобрана для перевода в недавно открытый концентрационный лагерь Аушвиц-Биркенау, расположенный в оккупированной Польше. Марго приступила к службе в августе того же года, когда в лагерь из Освенцима перевели женщин во время расширения. Дрексель работала под руководством Марии Мандель, а также была помощником доктора Менгеле. Вскоре Дрексель стала главой всех подразделений и лагерей Освенцима. Её внешность была отталкивающей — заключённые называли её вульгарной, худой и уродливой, а одна из женщин-заключённых говорила, что «её зубы торчали, даже когда у неё был закрыт рот». После войны многие выжившие узники сообщали о неимоверно зверских избиениях со стороны Дрексель. Она проводила отборы заключённых в белом халате и перчатках. Узники описывали это так: «Миссис Дрексель приходила со своей огромной ищейкой, раздевала всех, забирала даже наши ботинки, и нам приходилось часами стоять совершенно обнаженными, никто из нас уже не думал о жизни, газовая камера казалась неизбежной». Помимо этого, Марго Дрексель регулярно переезжала из лагеря Освенцим I в Биркенау, где занималась отбором женщин и детей для отправки их в газовые камеры. 1 ноября 1944 года она прибыла в концлагерь Флоссенбюрг в качестве инструктора для пополнения рядового состава. В январе 1945 года Дрексель была переведена в подразделение лагеря Равенсбрюк в городе Нойштадт-Глеве, откуда сбежала в апреле после капитуляции Третьего рейха.

## Арест, суд и казнь
В мае 1945 года несколько бывших узников лагеря Аушвиц опознали Дрексель по дороге из Пирны в Баутцен, в советской зоне оккупации, после чего её передали в советскую военную полицию[прояснить]. Вскоре Марго была осуждена и приговорена к смертной казни. Она была повешена в Баутцене в мае или июне 1945 года.